# Nechlin Ausbau
Nechlin Ausbau ist ein Wohnplatz im Ortsteil Nechlin der amtsfreien Gemeinde Uckerland im Landkreis Uckermark in Brandenburg.

## Geographie
Der Ort liegt zwei Kilometer nördlich von Nechlin und zehn Kilometer südöstlich von Strasburg (Uckermark). Die Nachbarorte sind Starkshof im Norden, Brietzig im Nordosten, Schmarsow im Osten, Nieden im Südosten, Nechlin im Süden, Werbelow im Südwesten sowie Milow und Wilsickow im Nordwesten.